# Oizay
Cet article court présente un sujet plus développé dans : Bridoré#Histoire.
Oizay est une ancienne commune d’Indre-et-Loire, annexée entre 1790 et 1794 par Bridoré.